# Levene Gouldin & Thompson Tennis Challenger 2010
Il Levene Gouldin & Thompson Tennis Challenger 2010 è un torneo professionistico di tennis maschile giocato sul cemento, che faceva parte dell'ATP Challenger Tour 2010. Si è giocato a Binghamton negli USA dal 9 al 15 agosto 2010.

## Partecipanti

### Teste di serie
| Nazionalità | Giocatore         | Ranking* | Testa di serie |
| ----------- | ----------------- | -------- | -------------- |
| Argentina   | Brian Dabul       | 91       | 1              |
| Giappone    | Gō Soeda          | 112      | 2              |
| Lituania    | Ričardas Berankis | 133      | 3              |
| Australia   | Carsten Ball      | 146      | 4              |
| Stati Uniti | Kevin Kim         | 151      | 5              |
| Stati Uniti | Rajeev Ram        | 153      | 6              |
| Stati Uniti | Jesse Levine      | 161      | 7              |
| Stati Uniti | Robert Kendrick   | 163      | 8              |

- Ranking al 2 agosto 2010.

### Altri partecipanti
Giocatori che hanno ricevuto una wild card:
- Adam El Mihdawy
- Bradley Klahn
- Kei Nishikori
- Dmitrij Tursunov

Giocatori passati dalle qualificazioni:
- Alex Bogomolov Jr.
- Adam Feeney
- Chris Guccione
- Dayne Kelly (Lucky Loser)
- Brydan Klein (Lucky Loser)
- Chris Klingemann
- Daniel Yoo (Lucky Loser)

## Campioni

### Singolare
Kei Nishikori ha battuto in finale  Robert Kendrick con il punteggio di 6–3, 7–6(4)

### Doppio
Treat Conrad Huey /  Dominic Inglot hanno battuto in finale  Scott Lipsky /  David Martin con il punteggio di 5–7, 7–6(2), [10–8]